# F.E.A.R. 2: Project Origin
F.E.A.R. 2: Project Origin é um jogo de tiro e terror psicológico em primeira pessoa, desenvolvido pela Monolith Productions e publicado pela Warner Bros para o Microsoft Windows, PlayStation 3 e Xbox 360. É uma sequência de F.E.A.R. e foi lançado em 10 de fevereiro de 2009. Foi disponibilizado no Steam em 12 de fevereiro de 2009.

## Jogabilidade
A jogabilidade de F.E.A.R. 2 mantém os elementos essenciais do jogo original, incluindo slo-mo de combate, ataques de artes marciais, e AI melhorada O i.a. a partir do F.E.A.R. inicial era conhecida por sua exploração dos ambientes, tendo cobertura atrás de pilares e derrubando mesas, e muitos destes comportamentos foram mantidos para a sequência. Novos recursos do jogo incluem visão de ferro com o objetivo, criando tampa, empurrando objetos, e a capacidade de usar mechs durante os segmentos de veículos. Project Origin conta com um elenco mais diversificado de inimigos, bem como encontros com mais inimigos sobrenaturais.
F.E.A.R. 2 não permite que o jogador salve manualmente o jogo e possui um slot para salvar único que depende de um sistema de verificação. No entanto, o jogo permite ao jogador reproduzir qualquer nível a partir do menu principal após a primeira conclusão desse nível.

## Lançamento
Em 31 de outubro de 2008, a Monolith e a Warner Bros. lançaram um gibi exclusivo digital no GameTrailers. A história em quadrinhos tem lugar após o acidente de helicóptero no final de FEAR e Jin está vivo. Jin percebe que Bremmer ainda está vivo apenas para assistir a sua carne derreter. Jin olha pela janela para ver a nova forma de Alma sorrindo e seus olhos brilhando em vermelho.
Em 22 de janeiro de 2009, uma demo jogável foi liberada para o público para o Microsoft Windows, PlayStation 3 e Xbox 360. Tal como o F.E.A.R. inicial demo, este foi feito usando segmentos fundidos a partir de vários níveis diferentes.

## F.E.A.R. 2: Reborn
A expansão DLC para F.E.A.R. 2: Project Origin foi anunciada pela Monolith em 29 de julho de 2009. A história envolve quatro níveis novos e segue uma réplica com o nome de Foxtrot 813 para encontrar Paxton Fettel e seu espírito livre do amplificador psíquico.
Foi lançado em 3 de setembro de 2009, em todos os três sistemas (Xbox 360, PC e PlayStation 3), e está disponível para compra em seus respectivos mercados (Xbox Live Marketplace, o Steam, e PlayStation Network Store) por US $ 9,99 no Steam, PSN e pontos para 800 Microsoft no XBL.
Nele, o jogador assume o papel de um soldado replica que é guiado por Paxton Fettel, o antagonista do primeiro jogo, para ativar sua réplica companheiro e tentar chegar ao epicentro da explosão nuclear desencadeada pela tentativa fracassada da Point Man para conter Alma. É evidente que Alma não quer que o soldado Replica desonestos para alcançar o seu e o objetivo de Paxton, e ela passa a tentar derrotar o jogador com a réplica ainda sob seu controle.